# Représentations diplomatiques du Suriname

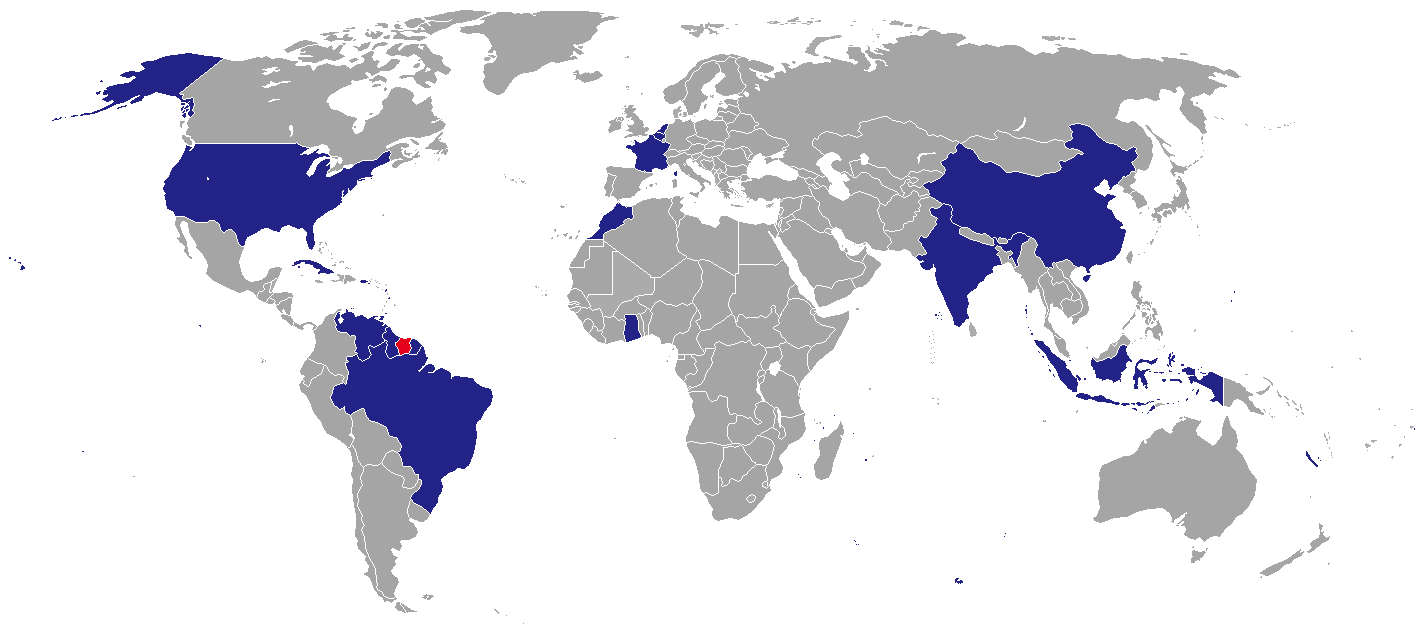
Représentations diplomatiques du Suriname :
Suriname
Ambassade

Le Suriname dispose d'une représentation diplomatique dans douze pays.
En voici la liste :

## Afrique
- Ghana
  - Accra (ambassade)
- Maroc
  - Rabat (ambassade)
  - Dakhla (consulat général)

## Amérique

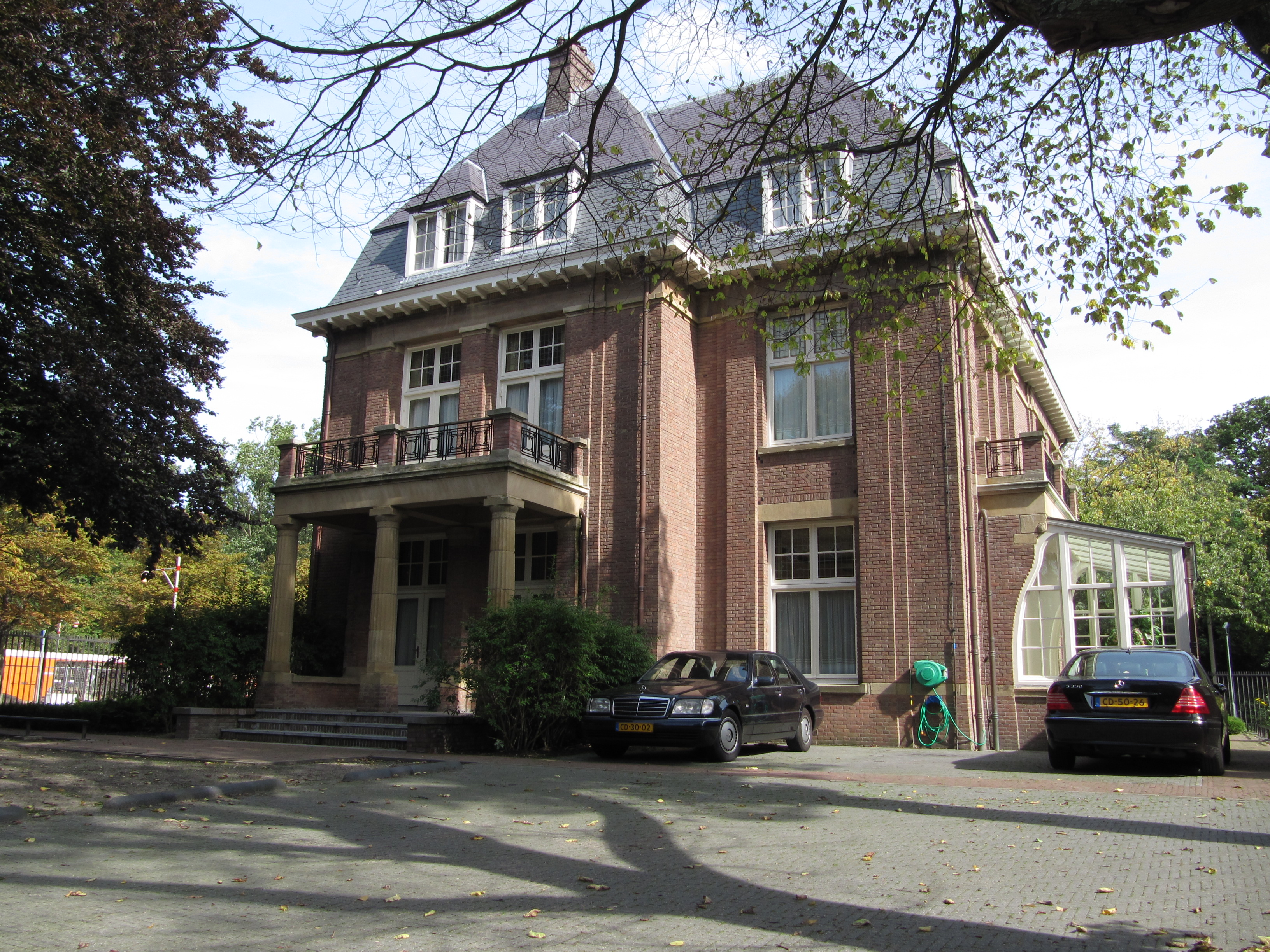
Ambassade du Suriname à La Haye.

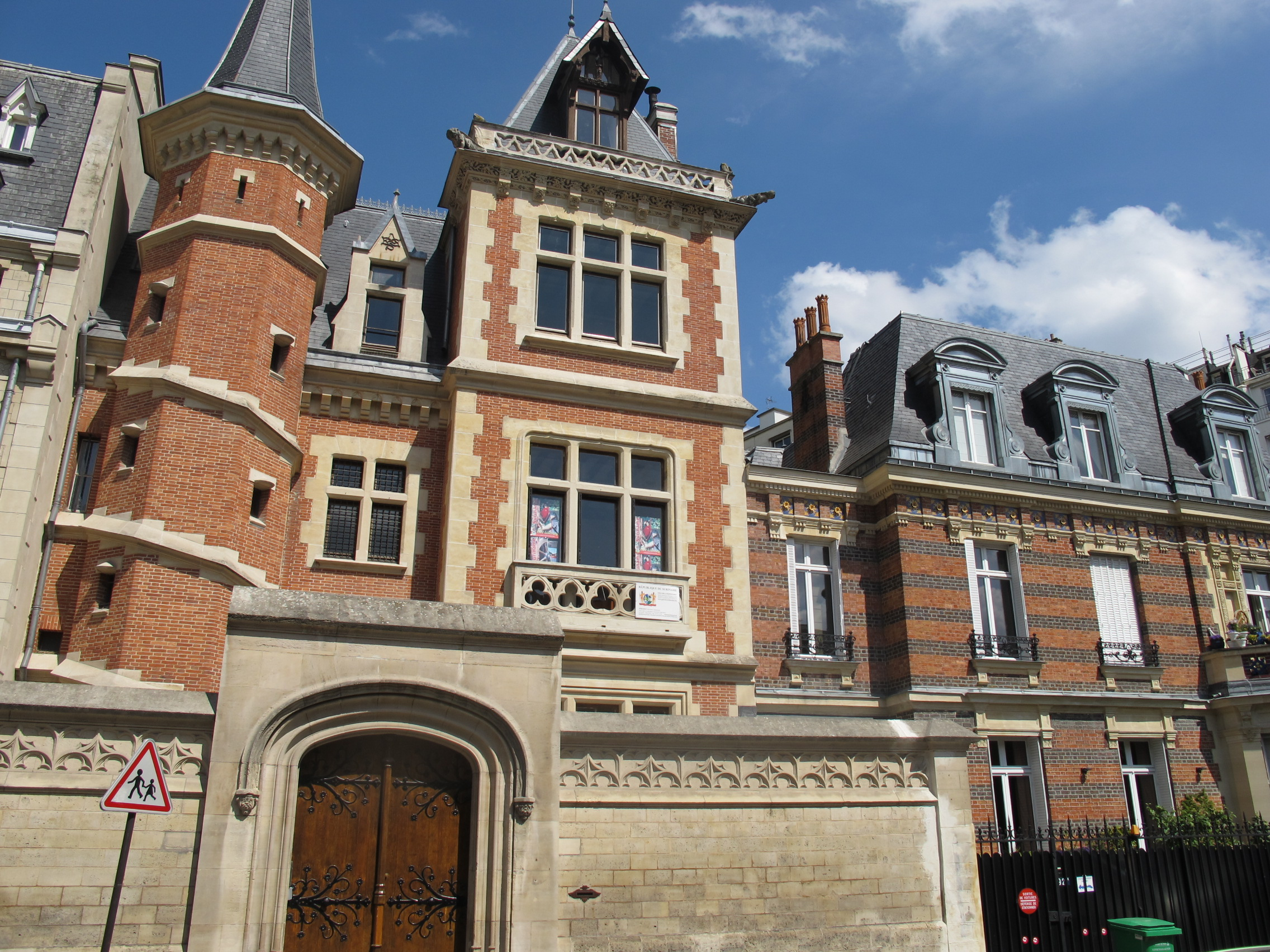
Ambassade du Suriname à Paris.

- Brésil
  - Brasilia (ambassade)
- Cuba
  - La Havane (ambassade)
- États-Unis
  - Washington (ambassade)
  - Miami (consulat général)
- Guyana
  - Georgetown (ambassade)
- Trinité-et-Tobago
  - Port-d'Espagne (ambassade)
- Venezuela
  - Caracas (ambassade)

## Asie
- Chine
  - Pékin (ambassade)
- Inde
  - New Delhi (ambassade)
- Indonésie
  - Jakarta (ambassade)

## Europe
- Belgique
  - Bruxelles (ambassade)
- France
  - Paris (ambassade)
  - Cayenne (consulat général)
- Pays-Bas
  - La Haye (ambassade)
  - Amsterdam (consulat général)
  - Willemstad (consulat général)

## Organisations internationales
- Bruxelles  (mission permanente auprès de l'Union européenne)
- New York (mission permanente auprès de l'Organisation des Nations unies)
- Washington (mission permanente auprès de l'Organisation des États américains)